# Asparagus capensis
Asparagus capensis és un arbust erecte, dens i espinós amb moltes branques, amb tiges llenyoses en creixement i a vegades fins a una altura d'un metre. Diverses espècies d'espàrrecs es coneixen com a katdoring (espina de gat) en Afrikaans, referint-se al resultat dolorós del contacte amb les seves espines. El nom capensis fa referència a la seva procedència sud africana de Ciutat del Cap. Les petites fulles en forma d'agulla es produeixen en verticils al llarg de les tiges. Les flors són petites, de color blanc cremós i aromàtic, apareixent des de la tardor fins a la primavera.
Aquest katdoring habita des de Namíbia, a la Península del Cap i el Cap Oriental en condicions interiors i costaners diferents. Aquesta planta es diu que és una de les primeres verdures de la zona de Jan van Riebeeck al jardí del Cap East India Company (Shearing). Algunes persones encara cullen els brots joves d'aquesta planta i altres espècies indígenes d'Espàrrecs com aliments similars a les espècies comestibles comunes, Asparagus officinalis (Van Wyk i Gericke).